# 4. etape af Post Danmark Rundt 2009
4. etape af Post Danmark Rundt 2009 er en rute på 110 km, der går fra Korsør til Køge. Etapen bliver kørt  1. august, samme dag som 5. etape. På etapen er indlagt en bakkespurt og en bonusspurt. Ruten starter i korsør og går igennem Sorø, Ringsted, Farendløse, Haslev, Dalby, Herfølge og ender i en hurtig rundstrækning i Køge. 

## Udgåede ryttere
- Nicki Sørensen, Team Saxo Bank
- Daniel Lloyd, Silence-Lotto

## Resultatliste
|    | Navn                     | Land           | Hold                                      | Tid     |
| -- | ------------------------ | -------------- | ----------------------------------------- | ------- |
| 1  | Jeremy Hunt              | Storbritannien | Cervélo TestTeam                          | 2:15.56 |
| 2  | Daniel Foder             | Danmark        | Team Concordia-Vesthimmerland Pro Cycling | +0      |
| 3  | Roger Hammond            | Storbritannien | Cervélo TestTeam                          | +0.02   |
| 4  | Morten Voss Christiansen | Danmark        | Blue Water–Cycling for Health             | +0.02   |
| 5  | Martin Reimer            | Tyskland       | Cervélo TestTeam                          | +1.30   |
| 6  | Maruro Abel Richeze      | Argentina      | CSF Group-Navigare                        | +1.30   |
| 7  | Kenny Dehaes             | Belgien        | Silence-Lotto                             | +1.30   |
| 8  | Lars Ulrich              | Danmark        | Team Concordia-Vesthimmerland Pro Cycling | +1.30   |
| 9  | Bernardo Riccio          | Italien        | Ceramica Flaminia-Bossini Docce           | +1.30   |
| 10 | Matti Breschel           | Danmark        | Team Saxo Bank                            | +1.30   |

## Bonus- og Bakkespurter

### 1. spurt (Søgade,Ringsted)
Efter 41,2 km
| Vinder | Roger Hammond            | 5p, 3s |
| 2.     | Daniel Foder             | 3p, 2s |
| 3.     | Morten Voss Christiansen | 1p, 1s |

### 1. bakke (Slagelse)
Efter 11,0 km
| Plads | Navn                | Point |
| ----- | ------------------- | ----- |
| 1.    | Glenn Bak           | 10    |
| 2.    | Kasper Klostergaard | 6     |
| 3.    | Thomas Just         | 4     |
| 4.    | Enrico Rossi        | 2     |